# Спадщина Лорієн
Спадщина Лорієн —  підліткова та науково-фантастична серія книг. Написана Джеймс Фрай та Добі Х'юзом під псевдонімом Піттакус Лор. Складається з семи книг. Розповідає про десятьох дітей підліткового та допідліткового віку — прибульців з планети Лорієн, яку знищили представники ворожої планети Могадор разом з усім населенням. Вижити змогли лише десять головних героїв, десять їх Чепанів (наставників) та один пілот. За допомогою чар, накладених на дев'ятьох з них, їх можливо вбити лише в порядку номерів, однак ці чари зникнуть, коли два або більше членів Гвардії зустрінуться. Кожного разу, коли гине один з них, всі інші отримують шрам на нозі, що є попередженням для всіх них.

## Основні герої

### Перша
Перша – 14-річна дівчина, що була вбита в Малайзії. Як сказано в одній з додаткових книг, вона отримала Спадщину, але часто пропускала тренування і не змогла навчитися її контролювати. Була вбита Могадорцем ударом меча ззаду. Після смерті її тіло забрали і ставили на ній досліди для отримання інформації про інших членів Гвардії. Для перенесення її пам'яті було використано Адама – сина одного з могадорівських генералів. Але вона зуміла показати йому лише ті згадки, які вона хотіла. Деякий час Перша була частиною Адама, з якою він міг спілкуватися. Але пізніше вона віддала йому свою Спадщину і Адам зізнався їх в коханні, на що вона відповіла взаємністю і після того зникла назавжди. В "Долі Десятої" її іллюзія веде Адама на зустріч Гвардії з усіма, хто володіє Спадщиною, організованою Еллою за допомогою телепатії. 

Зовнішність:
Засмагла блондинка з довгим волоссям. 

Спадщина:
- Терра – вміння створювати землетруси
- Телекінез – як і у всієї Гвардії, можливість переміщувати речі, не торкаючись їх
- Посилення – як і у всієї Гвардії, збільшені сила, швидкість, витривалість та рефлекси

### Друга
Друга або Меггі Хойл – 12-річна дівчина. Після загибелі її Чепана, написала в Інтернеті повідомлення , намагаючись знайти іншу Гвардію, однак була засічена та вбита Могадорцями. В "Силі Шостої" Шоста розповідає, що вона та її Чепан - Катарина написали відповідь, а Генрі намагався видалити повідомлення аби врятувати її, але не зміг. Сьома теж хотіла відповісти, але відмовилася. Після загибелі Другої, запис видалили. Вважалося, що це зробили Могадорці, однак пізніше виявилося, що це зробив Адам для порятунку тих, хто відповів на нього. Але Шосту було схоплено, а Катаріну вбито. Адам намагався врятувати її, але його брат помітив її й заколов. 
Не дивлячись на її юний вік, дуже любила читати. 

Зовнішність:
Окуляри, веснянки та коричневе з червоним відтінком волосся
Спадщина:
Невідома

### Третій
Третій або Ханну - наймолодший з дев'яти оригінальних Гвардійців. Вбитий в пролозі книги "Я номер чотири" в Кенії. Зустрівся з Адамом та його братом – Іваником. Перший впізнав в ньому лорієнця, але не зумів допомогти. Його Чепана вбили вночі, а він втік від Пайкена, перестрибнувши яр, але там його чекав один з генералів, який заколов його.
Спадщина:
- Телекінез – як і у всієї Гвардії, можливість переміщувати речі, не торкаючись їх
- Посилення – як і у всієї Гвардії, збільшені сила, швидкість, витривалість та рефлекси

### Пфірі Дун-Ра
| книги | Це незавершена стаття про книгу. Ви можете допомогти проєкту, виправивши або дописавши її. |